# Браніште (Молдова)
Браніште (рум. Braniște) — село в Ришканському районі Молдови. Адміністративний центр однойменної комуни, до складу якої також входять села Авремень, Ретень та Ретень-Васілеуць.

## Відомі люди
- Мошану Олександр Костянтинович — молдовський політик.
- Леонід Телмач — керівник Національного банку Молдови.